# Edwin Fischer (tenisista)
Edwin Fischer, właśc. Edwin Philip Fischer (ur. 3 października 1872 w Nowym Jorku; zm. listopad 1947 tamże) – amerykański tenisista, czterokrotny zwycięzca U.S. National Championships w grze mieszanej.

## Życie prywatne
Kiedy dnia 16 września 1920 doszło do eksplozji na Wall Street – w wyniku której zginęło 38 osób, a setki zostało rannych – Fischer był na początku jednym z głównych podejrzanych z racji wcześniejszych korespondencji do znajomych, w których pisał o wybuchach przy Wall Street mających się wydarzyć w połowie października. W chwili katastrofy przebywał jednak w Kanadzie, a dochodzenie wykazało, że tylko dzięki zbiegowi okoliczności udało mu się przewidzieć wydarzenie. Fischer leczył się wcześniej w szpitalu psychiatrycznym i z czasem został zwolniony do prywatnego sanatorium.

## Kariera tenisowa
Edwin Fischer czterokrotnie wygrał U.S. National Championships (obecnie US Open) w konkurencji gry mieszanej w latach 1894−1896, 1898. W 1896 był w półfinale zawodów singlowych, a rok później awansował do ćwierćfinału.

### Finały w turniejach wielkoszlemowych

#### Gra mieszana (4–0)
| Końcowy wynik | Nr | Data | Turniej                                 | Nawierzchnia | Partnerka         | Przeciwnicy                  | Wynik finału  |
| ------------- | -- | ---- | --------------------------------------- | ------------ | ----------------- | ---------------------------- | ------------- |
| Zwycięzca     | 1. | 1894 | U.S. National Championships, Filadelfia | Trawiasta    | Juliette Atkinson | Mrs. McFadden Gustav Remak   | 6:3, 6:2, 6:1 |
| Zwycięzca     | 2. | 1895 | U.S. National Championships, Filadelfia | Trawiasta    | Juliette Atkinson | Amy Williams Mantle Fielding | 4:6, 8:6, 6:2 |
| Zwycięzca     | 3. | 1896 | U.S. National Championships, Filadelfia | Trawiasta    | Juliette Atkinson | Amy Williams Mantle Fielding | 6:2, 6:3, 6:3 |
| Zwycięzca     | 4. | 1898 | U.S. National Championships, Filadelfia | Trawiasta    | Carrie Neely      | Helen Chapman J. A. Hill     | 6:2, 6:4, 8:6 |